# Australische Langohrfledermäuse
Die Australischen Langohrfledermäuse (Nyctophilini) sind eine Fledermausgruppe aus der Familie der Glattnasen (Vespertilionidae). In dieser Gruppe werden rund 17 Arten aus zwei Gattungen, Nyctophilus und Pharotis zusammengefasst, die in Australien, Neuguinea und Neukaledonien leben. Eine oder zwei der insgesamt 15 Nyctophilus-Arten sind bereits ausgestorben, während einige weitere stark gefährdet sind.

## Beschreibung
Von allen anderen Glattnasen unterscheiden sich diese Tiere durch ein kleines Nasenblatt, das auf der abgeschnitten wirkenden Schnauze sitzt. Die Ohren sind lang und an der Basis zusammengewachsen. Die Färbung ihres Felles variiert von orange über hellbraun bis grau. Mit einer Kopfrumpflänge von 38 bis 75 Millimetern und einem Gewicht von 4 bis 20 Gramm zählen sie zu den kleinen bis mittelgroßen Arten.

## Lebensweise
Diese Tiere bewohnen eine Reihe von Lebensräumen, darunter Wälder, buschbestandene Gebiete und Wüsten. Als Schlafplätze dienen ihnen Höhlen, Felsspalten und Baumhöhlen, manchmal auch Gebäude. Sie schlafen allein, in Paaren oder in kleineren Gruppen, wie die meisten Fledermäuse sind sie nachtaktiv. In der Nacht begeben sie sich auf Nahrungssuche, wobei ihr Flug als langsam und flatterig beschrieben wird. Ihre Nahrung besteht aus Insekten, die sie entweder im Flug erbeuten oder von Blättern einsammeln. In den kühleren Regionen ihres Verbreitungsgebietes halten sie Winterschlaf.
Über die Fortpflanzung ist wenig bekannt, bei Arten, die einen Winterschlaf halten, erfolgt die Paarung oft im Herbst, es kommt aber erst im Frühling zur Befruchtung. Die Geburt der meistens zwei Jungtiere fällt in den Spätfrühling oder Sommer.

## Systematik und Arten

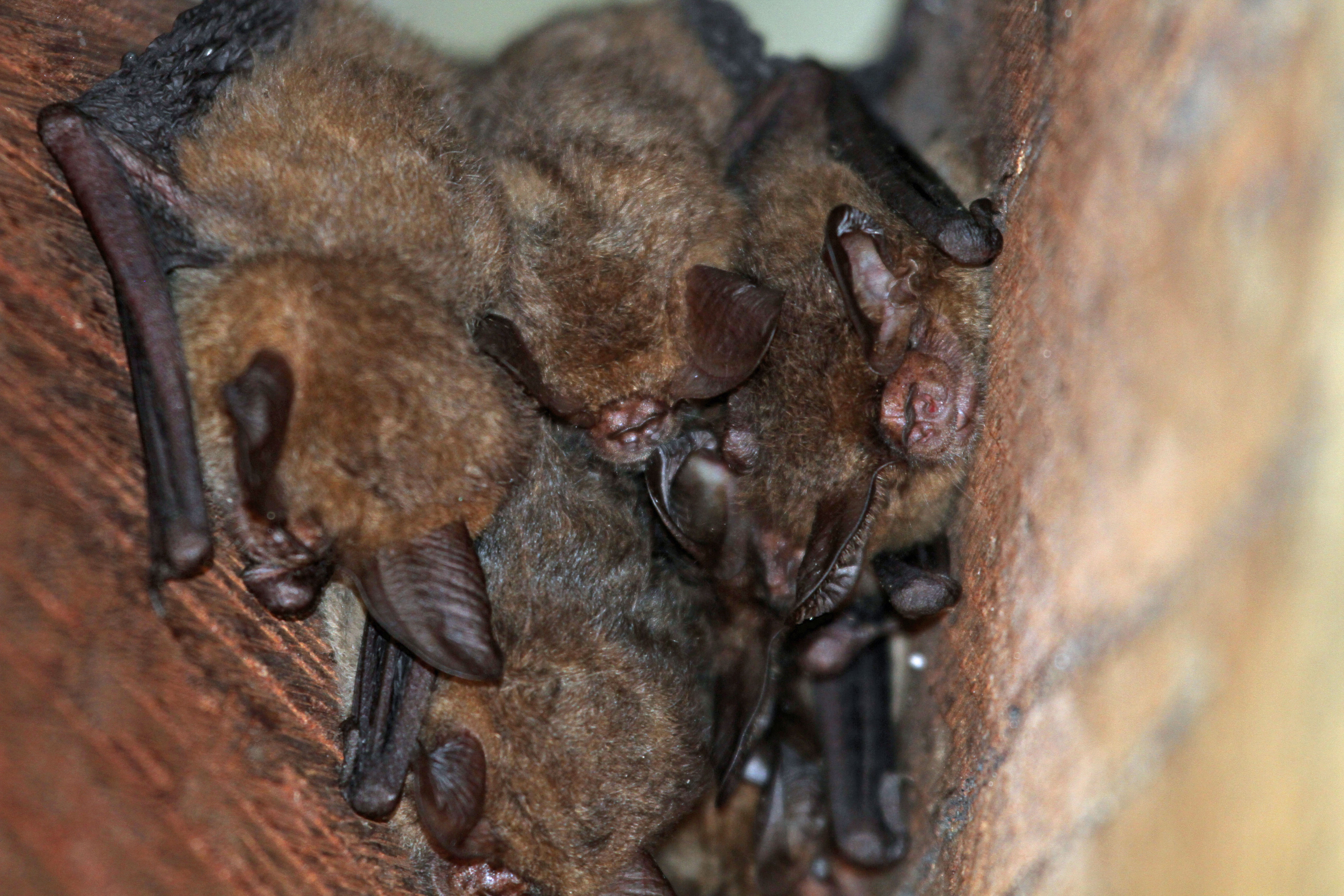
Nyctophilus bifax

In manchen Systematiken werden die Australischen Langohrfledermäuse als eigene Unterfamilie, Nyctophilinae, geführt, in anderen werden sie den eigentlichen Glattnasen (Vespertilioninae) zugeordnet. Sie dürften eng mit den Antrozoinae verwandt sein.
Es werden zwei Gattungen, Nyctophilus und Pharotis unterschieden, mit mindestens 16 Arten, darunter 15 aus der Gattung Nyctophilus:
- Nyctophilus arnhemensis (Johnson, 1959) ist im nördlichen Western Australia und dem Northern Territory beheimatet.

- Nyctophilus bifax (Thomas, 1915) lebt auf Neuguinea und dem nördlichen Australien.

- Nyctophilus corbeni (Parnaby, 2009), lebt im Südosten Australiens und wird von der IUCN als gefährdet eingestuft.[2][3]

- Nyctophilus daedalus (Thomas, 1915), eine abnehmende Population lebt im Nordwesten Australiens.[4][3]

- Nyctophilus geoffroyi (Leach 1821) ist in ganz Australien verbreitet.

- Nyctophilus gouldii (Tomes, 1858) ist im ganzen südlichen Australien beheimatet.

- Nyctophilus heran (Kitchener, How & Maharadatunkamsi 1991) ist auf der Insel Lembata, die zu den Kleinen Sunda-Inseln gehört, endemisch. Die Art gilt als bedroht.

- Nyctophilus howensis (McKean, 1991) kam früher auf der Lord-Howe-Insel vor, ist aber vermutlich um das Jahr 1500 ausgestorben.

- Nyctophilus major (Gray, 1844) lebt an der Südküste Mittelaustraliens. Es werden zwei anerkannte Unterarten unterschieden:[5][3]
  - Nyctophilus major major (Gray, 1844)
  - Nyctophilus major tor (Parnaby 2009)

- Nyctophilus microdon (Laurie & Hill, 1954) lebt im östlichen Neuguinea.

- Nyctophilus microtis (Thomas, 1888) ist ausschließlich auf Neuguinea beheimatet.

- Nyctophilus nebulosus  (Parnaby, 2002) wurde erst in den 1991 von Tim Flannery entdeckt. Die Art lebt auf Neukaledonien.

- Nyctophilus sherrini (Thomas, 1915) eine von der IUCN als gefährdet eingestufte Population aus Tasmanien.[6]

- Nyctophilus shirleyae (Parnaby, 2009) lebt auf Papua-Neuguinea

- Nyctophilus walkeri (Thomas, 1892) lebt im nördlichen Western Australia und dem Northern Territory.

- Pharotis imogene (Thomas, 1892) lebt im südöstlichen Neuguinea. Sie gilt als sogenanntes Lazarus-Taxon und wurde zwischen 1890 und 2012 nicht gesichtet. Die IUCN listet sie in der Kategorie vom Aussterben bedroht.

Das früher als Nyctophilus timoriensis bekannt Taxon wurde aufgrund einer unvollständigen Beschreibung in die vier Arten Nyctophilus corbeni, Nyctophilus major, Nyctophilus sherrini und Nyctophilus shirleyae aufgeteilt.